# Майдан-Вила
Майдан-Вила — проміжна станція 5-го класу Коростенської дирекції Південно-Західної залізниці (Україна), розміщена на дільниці Звягель I — Шепетівка між зупинними пунктами Дубіївка (відстань — 5 км) і Савичі (10 км). Відстань до ст. Звягель I — 41 км, до ст. Шепетівка — 22 км.
Розташована в Михайлючці Шепетівського району Хмельницької області.
Відкрита 1916 року. У квітні 1919 року в районі ст. Майдан-Вила розгорнулися жорстокі бої, у яких брав участь знаменитий панцерник "Стрілець"
Вокзал залізничної станції є щойно виявленим об'єктом культурної спадщини.